# پسر خیابان (فیلم ۲۰۱۹)
پسر خیابان (به انگلیسی: Street Boy) نام فیلم آینده هند و بالیوود در سال ۲۰۱۹ است. این فیلم موزیکال و درام به کارگردانی زویا اختر می‌باشد. رانویر سینگ و آلیا بهات نقش‌های اصلی این فیلم را ایفا می‌کنند.
این فیلم در بخش ویژه برلیناله شصت و نهمین جشنواره بین‌المللی فیلم برلین در سال ۲۰۱۹ حضور داشت.

## داستان
مراد احمد(رانویر سینگ)، دانشجوی سال آخر ، در محله های فقیر نشین  بمبئی زندگی می کند. پدر  او آفتاب شاکر احمد، همسر دوم بسیار جوان‌تری را به خانه می آورد که موجب ناراحتی خانواده می شود. مراد به شدت به موسیقی رپ علاقه مند است. دوست دختر مراد، سفینا فردوسی (آلیا بهات) دانشجوی پزشکی است و قصد دارد در آینده جراح شود و مطب پزشکی خود را داشته باشد، وی دختری مسلمان با خانواده ای سخت گیر است بنابراین مخفیانه با مراد ملاقات می کند.
پس از مجروح شدن پدر مراد، مراد به صورت پاره وقت به عنوان راننده مشغول به کار می شود. نابرابری های اجتماعی که او با آنها مواجه می شود در ذهنش به شکل اشعاری اعتراضی و اجتماعی در می آیند. مراد با شریکانت (شر) مقلب به MC Sher آشنا می شود. پس از اینکه شعر خود را با شریکانت به اشتراک می گذارد، او بسیار مصمم میشود که با این شعر برای مراد یک موزیک ویدئو بسازند. پس از ضبط ویدئو، آن را در یوتیوب آپلود میکنند و در همان حین لقب گالی بوی (پسر خیابونی) برای مراد به عنوان یک رپر توسط جمع انتخاب می شود.
شوتا مهتا ملقب به اسکای (کالکی کوچلین)، دانشجوی کالجی در خارج از هند که یک تهیه کننده موسیقی است، پس از دیدن ویدئو با مراد و شر تماس می گیرد و پیشنهاد همکاری در یک آهنگ جدید را می دهد. ویدیوی ساخته شده توسط آنها با خواندن و اجرای مراد و شر به سرعت محبوب می شود. مراد و اسکای به هم نزدیک می شوند و این موضوع باعث می شود مراد آرام آرام از سفینا فاصله بگیرد. سفینا پس از اینکه متوجه احساس بین مراد و اسکای می شود یک بطری آبجو را در سر اسکای می شکند. بنابراین سفینا توسط پلیس به اداره پلیس آورده میشود اما دستگیر نمیشود زیرا اسکای از او شکایتی نمیکند. اما متاسفانه این موضوع باعث می شود خانواده سخت گیر سفینا از این جریانات باخبر شوند. از طرفی می خواهند سفینا را به ازدواج سریع وادار کرده و از طرفی میخواهند مانع رفتن او به دانشگاه شوند؛ هرچند روحیه و زیرکی سفینا این اجازه را به آنها نمی دهد. اما اتفاق رخ داده باعث جدایی سفینا و مراد میشود در نتیجه، او توسط پلیس آورده می شود، اما دستگیر نمی شود زیرا اسکای علیه او اتهاماتی را مطرح نمی کند. درگیری خانوادگی بین مادر و پدر مراد، سبب میشود مراد به همراه برادر و مادرش خانه را ترک کند، در کنار دایی اش مشغول به کار شود و در خانه ای جداگانه زندگی کنند. پدر مراد و اقوامش معتقدند یک نوکر همیشه یک نوکر می ماند و تلاش برای مراد بی فایده است اما مراد ایمان دارد این توانایی را دارد که خود را از این بند آزاد کند.
وقتی اسکای سعی می کند از لحاظ عاطفی به مراد نزدیک شود، مراد او را پس می زند زیرا هنوز احساسات خود را نسبت به سفینا فراموش نکرده است.
مراد و شر در مسابقه ای شرکت میکنند که برنده آن پول کلانی را دریافت میکند و به رپر بزرگی تبدیل می شود. مراد از کار در کنار دایی اش انصراف می دهد و در مسابقه شرکت میکند. مراد برعکس شر به فینال راه پیدا میکند اما شر نه تنها ناراحت و حسادتی به خود راه نمی دهد بلکه به مراد افتخار میکند. مراد در نهایت برنده مسابقه خواهد شد و خانواده سفینا هم از تلویزیون شاهد این خبر بزرگ خواهند بود. پدر و مادر مراد برای کنسرت گالی بوی می آیند و غرق در غرور و شادی می شوند.

## بازیگران
- رانویر سینگ در نقش مراد احمد / پسر خیابان
- آلیا بهات در نقش سَفینا فردوسی
- کالکی کوچلین در نقش شوتا / اِسکای
- پوجا گور[۱]
- سیددانت چاتورودی در نقش شریکانت باسوله
- ویجای راز در نقش آفتاب شاکیر احمد
- آکانشکا پوری
- ایخلاقو خان در نقش نصیر / پدر سَفینا
- علی عسگر
- سودش لهری
- نصار
- ویجای وارما در نقش معین عاریف